# 라 케 노 포디아 아마르
《라 케 노 포디아 아마르》(스페인어: La que no podía amar)은 2011년 방영된 멕시코의 텔레노벨라이다.